# Jürgen Marquardt
Jürgen Marquardt (* 2. Juni 1936 in Göttingen; † 15. Januar 2019 in Garbsen) war ein deutscher Hochschullehrer für Hochfrequenztechnik.

## Leben
Jürgen Marquardt studierte von 1960 bis 1966 in Braunschweig an der dortigen Technischen Hochschule das Fach Elektrotechnik. Nach seinem Diplom wirkte er an der Universität Hannover erst als wissenschaftlicher Mitarbeiter, dann als akademischer Rat am Institut für Hochfrequenztechnik. Nach seiner Promotion zum Dr.-Ing. arbeitete er von 1971 bis 1979 in Backnang bei der Firma ANT Nachrichtentechnik an der Weiterentwicklung des Richtfunks und in der Grundlagenentwicklung der Firma ANT, in der er zuletzt das Mikrowellenlabor leitete.
1980 wurde Marquardt an die Leibniz Universität Hannover zum Professor des Instituts für Hochfrequenztechnik berufen, das er von 1995 bis September 2001 geschäftsführend leitete.

## Schriften (Auswahl)
- L. Kühnke, J. Marquardt, J. Jährig: An Active Integrated Ku-Band Antenna Breadboard for Digital Beamforming Systems (in englischer Sprache), AP2000 Millenium Conference on Antennas & Propagation, April 9.–14. 2000, Davos, Schweiz